# Rémus (Rutule)
Dans l'Énéide de Virgile, Rémus est le nom d'un des jeunes commandants rutules de l'armée du roi Turnus dans la guerre entre les Italiques et les Troyens d'Énée.

## Histoire
Rémus apparaît dans le livre IX de l'Énéide.
La guerre vient d'éclater, et Turnus charge 14 jeunes commandants de son armée au siège de la citadelle des Troyens : parmi eux, il y a Rémus, un noble héros Rutule, qui est venu à la guerre avec un écuyer, le cocher de ses chevaux et 100 soldats. Mais dans celle même nuit Nisus et Euryale, deux jeunes troyens, pénètrent dans le camp des ennemis, qui se trouvent endormis. Rémus est l'une des victimes de Nisus les plus connues : le troyen d'abord égorge son écuyer, couché aux côtés des trois serviteurs du roi Rhamnès, précédemment tués de la même manière ; puis il marche contre l'aurige surpris sous les chevaux et avec l' épée abat sa tête pendante. Après cela, il s'approche du lit où Rémus dort ; il le décapite et fait rouler la tête, qui tombe du lit pendant que son buste est laissé là, avec le sang et l'âme gémissante qui en sortent. Enfin, trois jeunes guerriers aux ordres de Rémus - Lamyre, Lamus et l'adolescent Serranus - seront également décapités dans le sommeil par Nisus, avec halètements similaires de leurs âmes.

« armigerumque Remi premit aurigamque sub ipsis / nactus equis ferroque secat pendentia colla / tum caput ipsi aufert domino truncumque relinquit / sanguine singultantem; atro tepefacta cruore / terra torique madent. Nec non Lamyrumque Lamumque / et iuuenem Serranum.
Nisus frappe d’abord et l’écuyer de Rémus, et le conducteur de son char, qu’il surprend étendu sous ses propres coursiers : sa tête, penchée sur ses chevaux, tombe abattue sous le tranchant du glaive. Bientôt celle de Rémus lui-même roule à son tour dans la poussière ; et, du tronc mutilé, le sang jaillit à gros bouillons : ses flots noirs et fumants arrosent au loin la terre et le lit du guerrier. Là subissent le même sort et Lamus, et Lamyre, et l’aimable Serranus  »

— Virgile, Énéide, livre IX (traduction de J.N.M de Guerle)
Le massacre perpétré par Nisus culmine donc avec la décapitation de Rémus, de son cocher et de trois de ses guerriers mais dans l'interpretation de Virgile ces victimes sont évidemment destinées à entrer dans la mémoire collective, comme leurs prénoms préfigurent la future histoire de Rome, en particulier Rémus, qui sera en fait donné par Rhea Silvia à un de ses fils jumeaux.
Contrairement à Rhamnès, l'autre chef massacré dans son sommeil par Nisus, il n'y a aucune caractérisation de la personnalité de Rémus: Virgile se contente de souligner le rang du seigneur, entouré de ses armigers et des guerriers sous ses ordres. Mémorable la pose du cocher, probablement le seul personnage avec des traits comiques parmi les victimes décapitées: ce bizarre jeune homme est surpris allongé sous les chevaux eux-mêmes, devenant ainsi victime d'un destin qui se moque de lui.